# 詹姆斯·霍威爾
詹姆斯·霍威爾（英語：James Horwill；1985年5月29日—）是一位澳大利亞橄欖球運動員。他是澳大利亞國家橄欖球隊的一員，代表澳大利亞參加了2011年世界盃橄欖球賽。